# Semidalis serrata
Semidalis serrata is een insect uit de familie van de dwerggaasvliegen (Coniopterygidae), die tot de orde netvleugeligen (Neuroptera) behoort. 
De wetenschappelijke naam Semidalis serrata is voor het eerst geldig gepubliceerd door Meinander in 1983.